# Georg Reinbeck

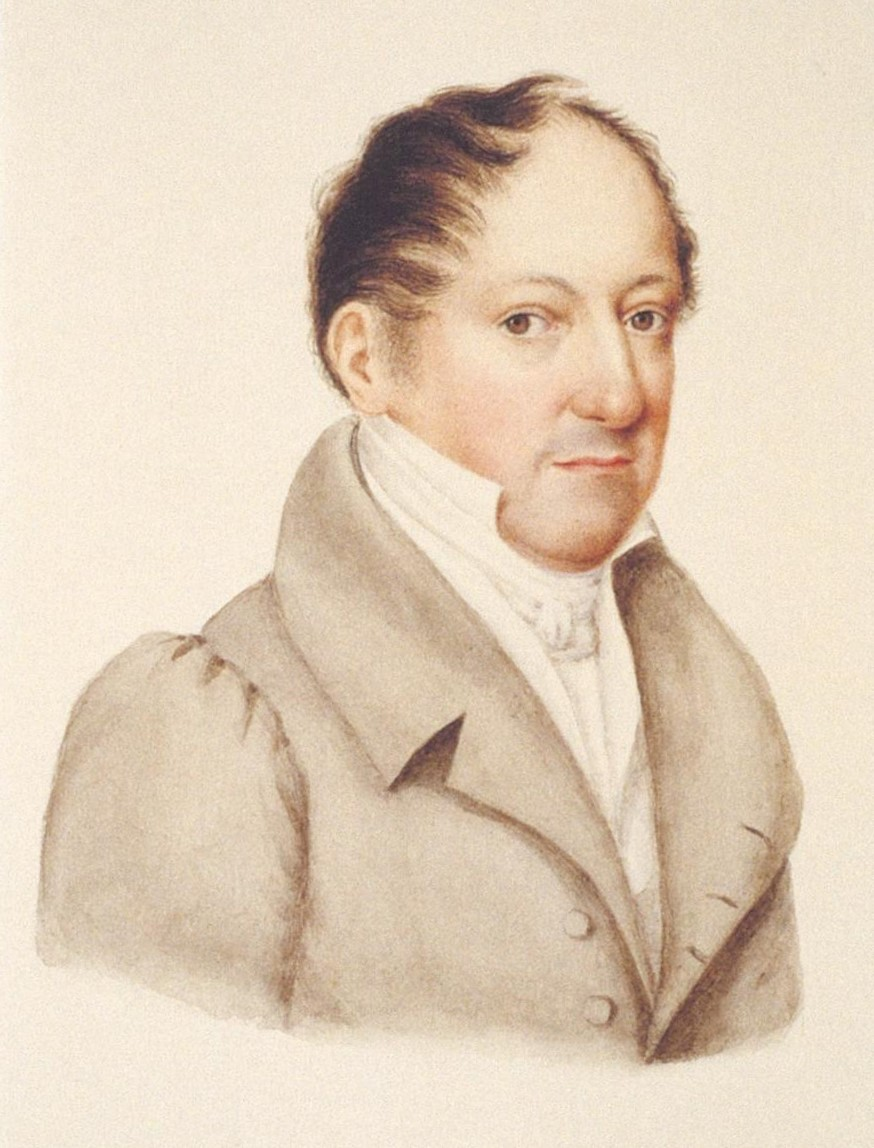
Georg Reinbeck (um 1835), Aquarell von Mariette Zöppritz geb. Hartmann.

Georg Reinbeck, ab 1837 von Reinbeck (* 11. Oktober 1766 in Berlin; † 1. Januar 1849 in Stuttgart) war ein deutscher Schriftsteller, Germanist und Pädagoge.
1791 übersiedelte er von Berlin nach St. Petersburg, wo er bis 1805 als Lehrer arbeitete und sich am Aufbau des deutschen Theaters beteiligte. 1808 ließ er sich in Stuttgart nieder und wirkte dort als Professor der deutschen Sprache, Literatur und Ästhetik am Gymnasium. Er und seine Frau Emilie Reinbeck führten das Hartmann-Reinbecksche Haus als ein überregional bedeutsames Zentrum des kulturellen Lebens in Stuttgart.
Georg Reinbeck war für das „Morgenblatt für gebildete Stände“ und andere Kulturzeitschriften tätig. Er hinterließ ein umfangreiches Œuvre von Dramen, Erzählungen, Reisebeschreibungen, deutschen Sprachlehrbüchern und Abhandlungen zur Theater- und Literaturtheorie. Zu seiner Lebenszeit wurde er durch seine schriftstellerische Tätigkeit und seinen unermüdlichen Einsatz für die Errichtung des ersten Schillerdenkmals deutschlandweit bekannt. Nach seinem Tod geriet er als Schriftsteller der klassizistischen Zeit und Schule alsbald in Vergessenheit.

## Leben

### Berlin (bis 1782)

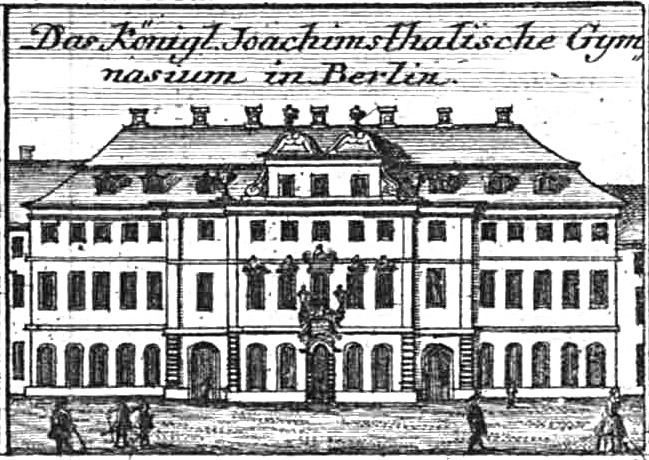
Joachimsthalsches Gymnasium, 1757.

Georg Gottlieb Sigismund Reinbeck wurde am 11. Oktober 1766 in Berlin als sechstes von sieben Kindern geboren (er hatte fünf Schwestern und einen älteren Bruder). Sein Vater war Otto Sigmund Reinbeck (1727–1805), Diakon an der Petrikirche in Cölln an der Spree. Seine Mutter war Margarethe Louise Holtorf, die Tochter eines Arztes in Freienwalde. Sein Großvater väterlicherseits war der Theologe und Königlich Preußische Konsistorialrat Johann Gustav Reinbeck, dessen Biografie er 1842 herausgab.
Er besuchte das Joachimsthalsche Gymnasium in Berlin unter dem Rektor Johann Heinrich Ludwig Meierotto und dem Professor der Philosophie und Schönen Wissenschaften Johann Jakob Engel. Seine Liebe zu Literatur und Theater wurden bereits in seiner Kindheit geweckt. Als Jugendlicher begann er, mit Altersgenossen kleine Theaterszenen aufzuführen.

### Danzig (1782–1786)
Über die Zeit zwischen seinem Schulabgang bis zum Jahr 1791 berichtet Georg Reinbeck in seinen Erinnerungen nur bruchstückhaft und in vagen Andeutungen. Er verließ das elterliche Haus und lebte vier Jahre in Danzig „in einem englischen sehr gebildeten Hause“. Hier verbrachte er „diese glücklichste Zeit meines Lebens“, auch wenn ihm „Irrungen“, „Leichtsinn“ und die „Kraft der Jugend“ zu schaffen machten. Durch Besuche von Vorstellungen der Schuchischen Theatertruppe im Herbst 1784 „erhielt meine Neigung zur Bühne immer neue Nahrung und wurde noch durch eine zärtliche Neigung des Herzens zur vollen Flamme entfacht“, eine Anspielung auf die umjubelte, nur zwei Jahre ältere Sängerin, Pianistin und Komponistin Minna Brandes (1765–1788), die er anhimmelte, und von der ihm „manche unschuldige Gunstbezeugungen hinter den Coulissen“ zuteilwurden.

### St. Petersburg (1791–1805)

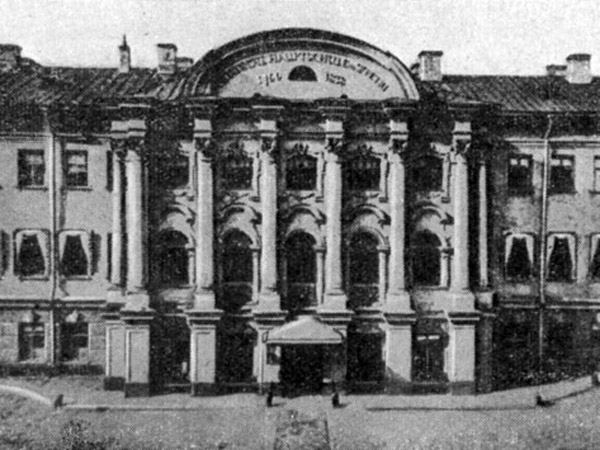
Petrischule in St. Petersburg, um 1910.

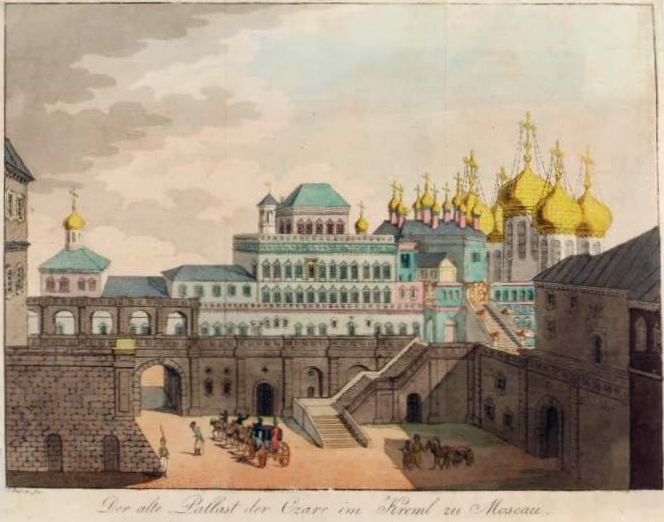
Kreml in Moskau, Frontispiz in Georg Reinbecks „Flüchtigen Bemerkungen“, 1806.

Nach vier Jahren führten ihn um 1788 nicht näher genannte „Verhältnisse“ nach St. Petersburg. Auf der Reise lernte er Anna Maria Helena von Pallandt (1762–1816) kennen. Die in Danzig geborene Frau war zu Besuch in ihrer Heimatstadt gewesen, lebte aber in St. Petersburg. Auf der Reise und während Georg Reinbecks mehrmonatigem Aufenthalt in St. Petersburg kam man sich näher. 1788 heiratete er die vier Jahre ältere Helena von Pallandt, die über „ein nicht unbeträchtliches unabhängiges Vermögen“ verfügte. Zurück in Deutschland, lächelte ihm jedoch nicht das Glück, wie er sich ausdrückte, weder beruflich noch geschäftlich, auch hatte seine Frau in Folge des Türkenkriegs zwei Drittel ihres Vermögens eingebüßt.
In ihrer prekären Lage begaben sie sich im Juni 1791 wieder nach St. Petersburg. Die nächsten vierzehn Jahre bis 1805 verbrachte das Ehepaar in der russischen Hauptstadt. Die Eintreibung offener Außenstände und das verbliebene Vermögen der Ehefrau gestatteten ihnen fürs erste, ihren Lebensunterhalt zu bestreiten. Georg Reinbeck fand eine Stelle als Erzieher von Sergei Semjonowitsch Uwarow und dessen Bruder, die er nach einem Jahr wegen des Wegzugs der Familie wieder verlor. Daraufhin legte er 1794 vor der Prüfungskommission der deutschen „Petrischule“ die Lehramtsprüfung ab, und als im gleichen Jahr Johann Leonhardi starb, wurde ihm dessen Stelle als Oberlehrer der Ästhetik und der deutschen und englischen Sprache übertragen. 1804 übernahm er zusätzlich den Deutschunterricht an dem kaiserlichen Pagenkorps. Für die Petrischule verfasste er eine deutsche Sprachlehre, die bis 1820 mehrfach in Deutschland nachgedruckt wurde.
Sein Engagement beim Aufbau eines professionellen deutschen Theaters war, auch wegen ständiger Querelen mit dem Theaterdirektor, nicht von Erfolg gekrönt. In St. Petersburg schuf er seine ersten Theaterstücke, darunter die Posse „Herr von Hopfenkeim“, die auch unter Goethe am Weimarer Hoftheater aufgeführt wurde.
Nach 14 Jahren in St. Petersburg beschloss Georg Reinbeck aus Gesundheitsgründen nach Deutschland zurückzukehren. Das Ehepaar brach Anfang Juni 1805 in St. Petersburg auf, verweilte sechs Wochen in Moskau und reiste Ende Juli über Warschau und Breslau nach Dresden, wo sie sich ein Jahr lang niederließen. 1806 brachte Georg Reinbeck unter dem Titel „Flüchtige Bemerkungen auf einer Reise von St. Petersburg über Moskwa, Grodno, Warschau, Breslau nach Deutschland im Jahre 1805“ einen Bericht über diese Reise heraus, eine lebendige Beschreibung von Land und Leuten in Russland.

### Dresden, Weimar, Heidelberg, Mannheim (1805–1808)
In Dresden lebten die Reinbecks ein Jahr lang bis zum Sommer 1806, dann in Tharandt und Leipzig, bis sie Ende September 1806 nach Weimar kamen, wo sie bis April 1807 verweilten. Sie begaben sich anschließend nach Heidelberg und im Oktober nach Mannheim, wo sie bis April 1808 blieben. Von 1805 bis 1808 arbeitete Georg Reinbeck als Buchautor und ab 1807 als freier Mitarbeiter für das „Morgenblatt für gebildete Stände“.

#### Weimar
In Weimar lernte er den von ihm am höchsten unter allen deutschen Dichtern verehrten Goethe persönlich kennen. Bei den Abendgesellschaften von Johanna Schopenhauer, an denen auch Goethe bisweilen teilnahm, begegnete er auch anderen Vertretern des Weimarer Geisteslebens. Nach der Niederlage von Jena und Auerstedt erlebten die Reinbecks in Weimar die Plünderungen der Franzosen, kamen aber unbeschadet davon.

#### Heidelberg
Nach seinem Aufenthalt in Heidelberg im Sommer 1807 veröffentlichte Georg Reinbeck Ende des Jahres unter dem Titel „Bruchstücke aus einer Reise durch Deutschland“ 12 Briefe über Heidelberg im Morgenblatt, die er 1808 als Buch herausgab. Der Inhalt der Briefe war überwiegend harmlos, wenn man von dem völlig haltlosen und unsachlichen Verdikt über Caroline Rudolphis „weibliches Erziehungs-Institut“ absieht, das auf frauenfeindlichen Vorurteilen gründete. Die Briefe führten zu einer überzogenen und ehrabschneidenden Reaktion von 18 Heidelberger Professoren. Sie erklärten

„alle jene feindseligen, hämischen Insinuationen, die darin gegen mehrere hiesige Institute enthalten sind, für entweder boshafte oder sinnlose, auf jeden Fall völlig grundlose Verläumdungen …; sie erklären ferner den Verleger und die Redaktion dieses Blattes als Hehler und Pfleger der Verläumdung.“

Die Heidelberger Professorenerklärung machte deutschlandweit Furore, und Georg Reinbeck wie der ebenfalls angegriffene Morgenblattverleger Johann Friedrich Cotta wehrten sich mit Gegenerklärungen. Die Heidelberger Romantiker verewigten 1808 Georg Reinbeck in ihrer „Zeitung für Einsiedler“ als Affe Rindbock, den Hausdiener des Horribiliscribifax (= Heinrich Voß).

### Stuttgart (1808–1849)

#### Morgenblatt
Im Mai 1808 wurde Georg Reinbeck von Johann Friedrich Cotta als Mitredakteur zum „Morgenblatt für gebildete Stände“ berufen (der andere Redakteur war der Dichter Friedrich Haug). Das Ehepaar Reinbeck übersiedelte nach Stuttgart und ließ sich endgültig dort nieder.
Georg Reinbecks Beiträge im Morgenblatt, soweit sie namentlich gekennzeichnet waren, bestanden hauptsächlich aus Vorabdrucken aus eigenen Werken und bühnentheoretischen Betrachtungen, außerdem ist anzunehmen, dass er auch als Rezensent tätig war. Nach dreijähriger Tätigkeit kündigte er 1811 seine Mitarbeit beim Morgenblatt auf.
Vor und nach seiner Tätigkeit für das Morgenblatt schrieb er auch für andere Zeitschriften. In St. Petersburg lieferte er für die in Riga erscheinende Zeitschrift „Nordisches Archiv“ Nachrichten und Kritiken über das St. Petersburger Theater. Seit 1812 bis mindestens 1833 war Reinbeck als Rezensent für die Allgemeine Literaturzeitung in Halle tätig. 1812 lieferte er Auszüge aus seinen eigenen Opern „Die Karthagerin“ und „David“ und einige operntheoretische Artikel für die „Zeitung für die elegante Welt“, in denen er die Gleichwertigkeit von Text und Musik postulierte.

#### Professor

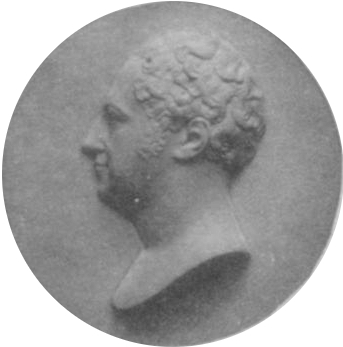
Porträt, Georg von Reinbeck, 1807, Gipsmedaillon von Heinrich Max Imhof.

Im Frühling 1811 wurde Georg Reinbeck von König Friedrich zum Königlich Württembergischer Hofrat und zum Professor der deutschen Sprache, Literatur und Ästhetik am Obergymnasium in Stuttgart ernannt. Bis zu seinem Dienstantritt im Oktober 1811 unternahm er mit seiner Frau noch eine dreimonatige Reise nach Wien, über die er ein Vierteljahrhundert später in seinen „Reise-Plaudereien“ berichtete. Neben seiner Lehrtätigkeit am Gymnasium von 1811 bis 1841 war er von 1818 bis 1827 auch am Königin-Katharina-Stift als Lehrer tätig. Da es keine Deutschlehrbücher für die oberen Klassen des Gymnasiums gab, die seinen pädagogischen Absichten entsprachen, gab er selbst in den Jahren 1817 bis 1828 ein vierbändiges „Handbuch der Sprachwissenschaft, mit besonderer Hinsicht auf die deutsche Sprache“ heraus. Sein Ziel war es, dem Unterricht der deutschen Sprache neben den klassischen Sprachen die gebührende Geltung zu verschaffen.
Die Meinung über Georg Reinbeck als Lehrer war gespalten. Während die Qualität seines Unterrichts nicht angezweifelt wurde, forderte er durch seine persönlichen Eigenarten den Spott der Schüler heraus. Der Literaturwissenschaftler Rudolf Krauß charakterisierte ihn 1897 als „eine bekannte und angesehene, seiner stadtkundigen Eitelkeit und sonstigen Schwächen wegen freilich auch vielfach bespöttelte Persönlichkeit.“

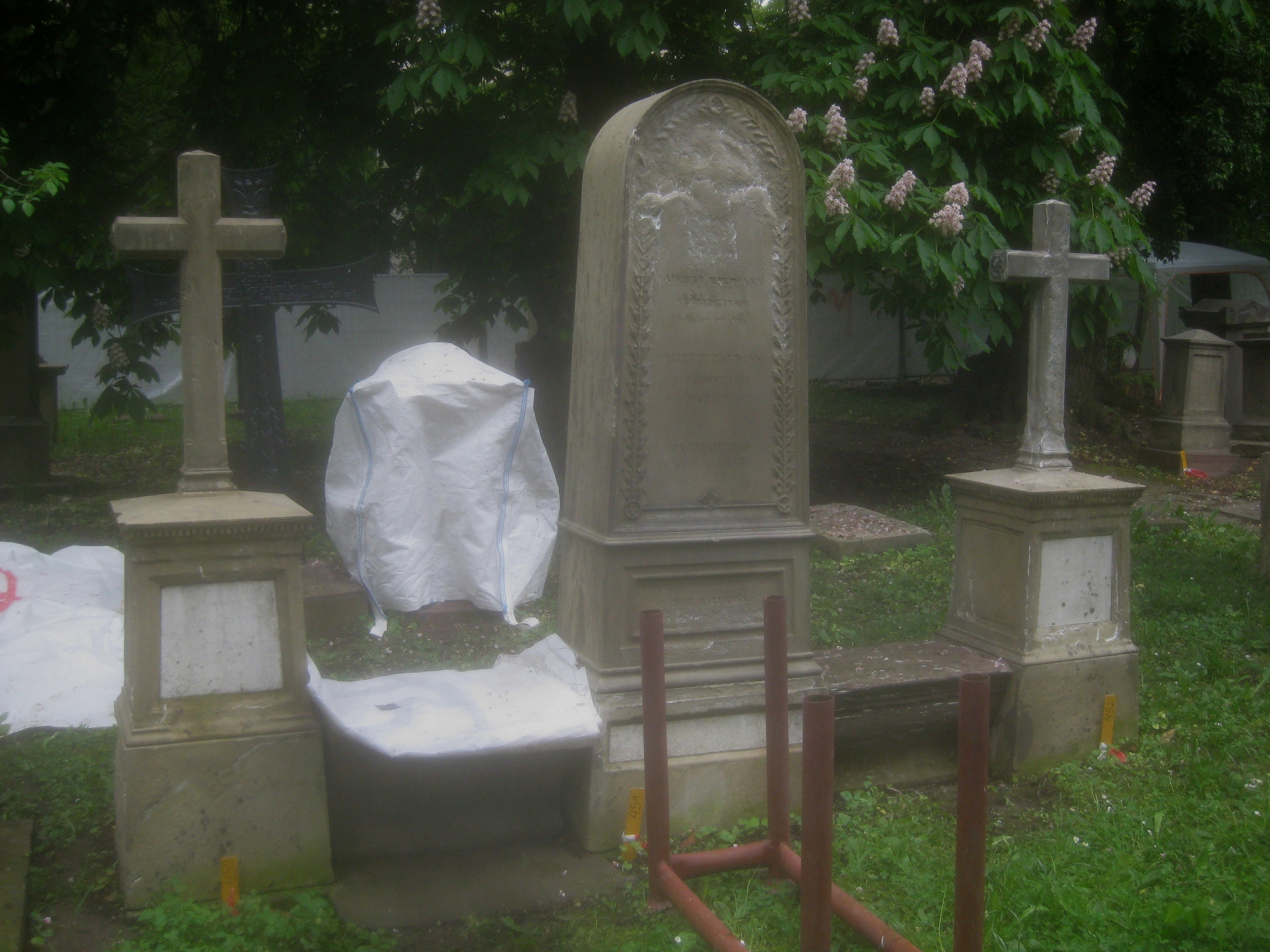
Grab der Familien Hartmann und Reinbeck auf dem Hoppenlaufriedhof.

#### Lebensabend
Ende 1841 ließ sich Georg Reinbeck in den Ruhestand versetzen. Die letzten acht Jahre seines Lebens widmete er seiner literarischer Tätigkeit. Er starb an Neujahr 1849 an Brustwassersucht im Alter von 82 Jahren in Stuttgart. Sein Schwiegervater August von Hartmann, mit dem er zusammen im Hartmann-Reinbeckschen Haus gewohnt hatte, starb wenige Monate später am 4. April 1849. Georg Reinbeck und seine Frau Emilie sowie August von Hartmann, seine Frau Mariette und ihre unverheiratete Tochter Julie sind auf dem Hoppenlaufriedhof in Stuttgart in einem Familiengrab beerdigt.

## Ehen

### Helena Reinbeck
Nach seinem Abgang vom Joachimsthalschen Gymnasium verließ Georg Reinbeck sein Elternhaus und übersiedelte nach Danzig. Nach vier Jahren führten ihn nicht näher genannte „Verhältnisse“ nach St. Petersburg. Auf der Reise lernte er Anna Maria Helena von Pallandt (1762–1816) kennen. Die in Danzig geborene Frau war zu Besuch in ihrer Heimatstadt gewesen, lebte aber in St. Petersburg und wurde daher als „russische“ Baronin bezeichnet. Auf der Reise und während Georg Reinbecks mehrmonatigem Aufenthalt in St. Petersburg kam man sich näher.
1788 heiratete er die vier Jahre ältere Helena von Pallandt, die über „ein nicht unbeträchtliches unabhängiges Vermögen“ verfügte. Zurück in Deutschland, lächelte ihm jedoch nicht das Glück, wie er sich ausdrückte, weder beruflich noch geschäftlich, auch hatte seine Frau in Folge des Türkenkriegs zwei Drittel ihres Vermögens eingebüßt. 1791 beschloss das Ehepaar, nach St. Petersburg zurückzukehren, wo sie 14 Jahre lebten. 1805 gingen sie zurück nach Deutschland, diesmal für immer.
Ab Oktober 1806 hielt sich das Ehepaar in Weimar auf, wo sie die Plünderungen der Franzosen nach der Niederlage von Jena und Auerstedt unbeschadet überstanden. Sie nahmen an einer der berühmten Abendgesellschaften von Johanna Schopenhauer teil, bei der auch Goethe mit seiner frisch angetrauten Frau anwesend war. Georg Reinbeck notierte in seinen „Reise-Plaudereien“: „Ich stellte ihm nun meine Frau vor, mit welcher er sich sehr freundlich unterhielt.“ Stephan Schütze gab in seiner Chronik der Abendgesellschaften eine hübsche Anekdote von der Keckheit und Unerschrockenheit der Frau Professor Reinbeck zum Besten. Bei einer der Soireés trug Goethe eine lange schottische Ballade vor, und die Damen mussten den wiederkehrenden Satz im Chor sprechen,

„aber als dieselben Worte sich zum zweiten- und drittenmal wiederholten, überwältigte die Frau Professorin Reinbeck ein unwillkührliches Lachen; Goethe hielt inne, ließ das Buch sinken und strahlte sie alle mit den feurigen Augen eines donnernden Jupiters an: ‚Dann lese ich nicht!’ sagte er ganz kurz.“

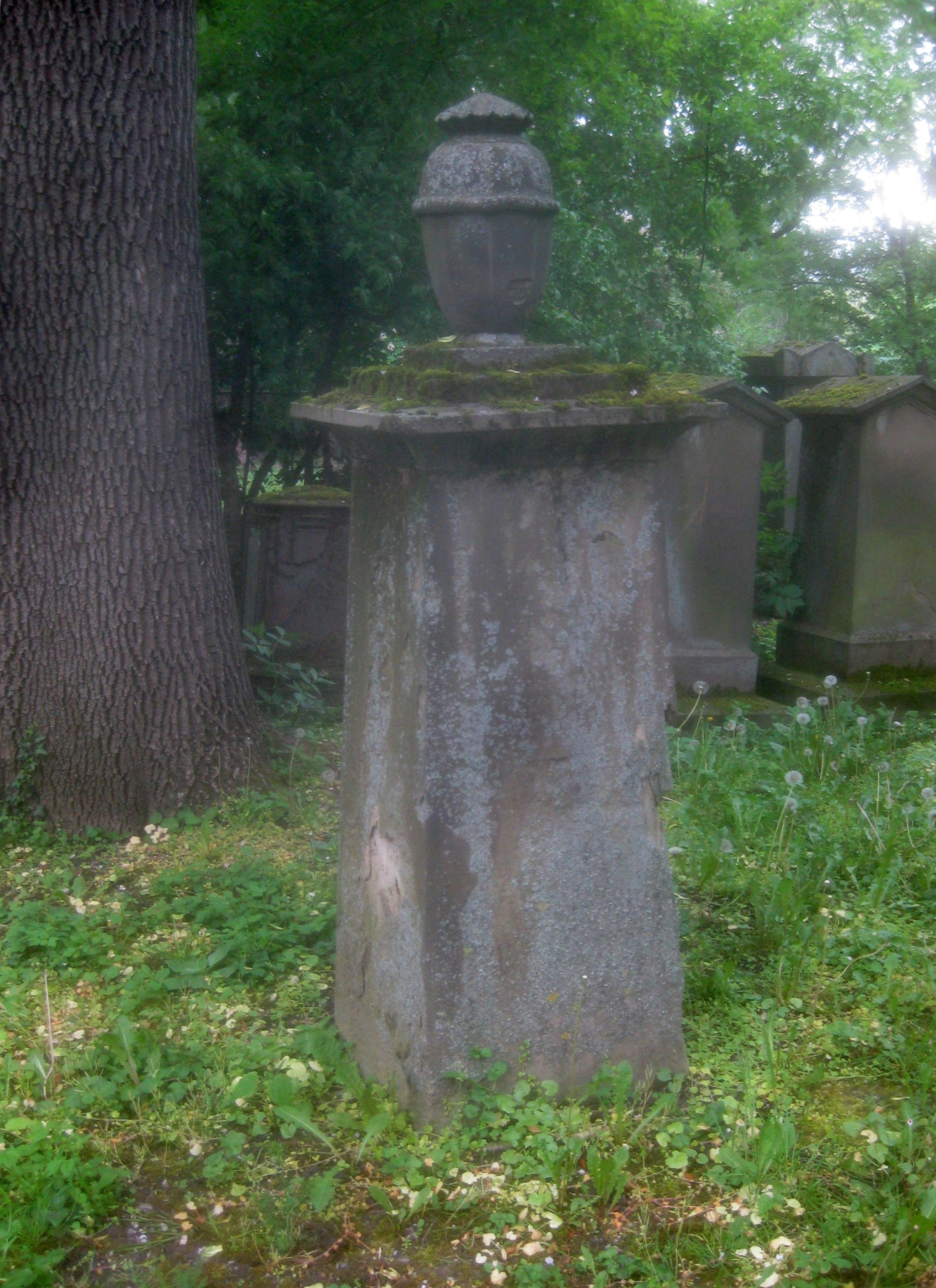
Grabmal von Helena Reinbeck.

Als sich das Ehepaar im Frühjahr und Sommer in Heidelberg aufhielt, wurde Georg Reinbeck in einem unrühmlichen Streit mit den Heidelberger Professoren als Verleumder gebrandmarkt. Heinrich Voß, der Sohn des berühmten Homerübersetzers, schilderte Goethe die Sachlage in einem Brief und ließ sich zu einer ätzenden Kritik an „Madame Reinbeck“ hinreißen:

„Im Grunde ist die Madame Reinbeck die Verfasserin jener wunderlichen Briefe. Sie glaubt sich – vielleicht nicht ganz mit Unrecht – von vielen hiesigen Familien beleidigt und rächt sich nun durch die Schriftstellerfeder ihres Mannes. Es ist eine schreckliche Frau!“

Als Einzelzeugnis lässt diese abfällige Bemerkung kaum Rückschlüsse auf Helena Reinbecks Person zu. Weitere Kenntnisse über ihre Aufführung und Aufnahme in der Gesellschaft besitzen wir nicht, da die Ehefrauen der Männer in der Berichterstattung meist übergangen wurden, außer sie waren selbst berühmt, wie etwa Therese Huber oder Reinbecks zweite Frau Emilie Reinbeck.
Aus der Ehe mit Georg Reinbeck gingen keine Kinder hervor. Helena Reinbeck starb nach 28 Ehejahren am 19. Oktober 1816 im Alter von 54 Jahren. Sie wurde auf dem Hoppenlaufriedhof in Stuttgart beerdigt (siehe Hoppenlaufriedhof, Gräberliste). Die Grabinschrift ist stark verwittert, wurde aber anhand eines älteren Fotos größtenteils rekonstruiert.

### Emilie Reinbeck

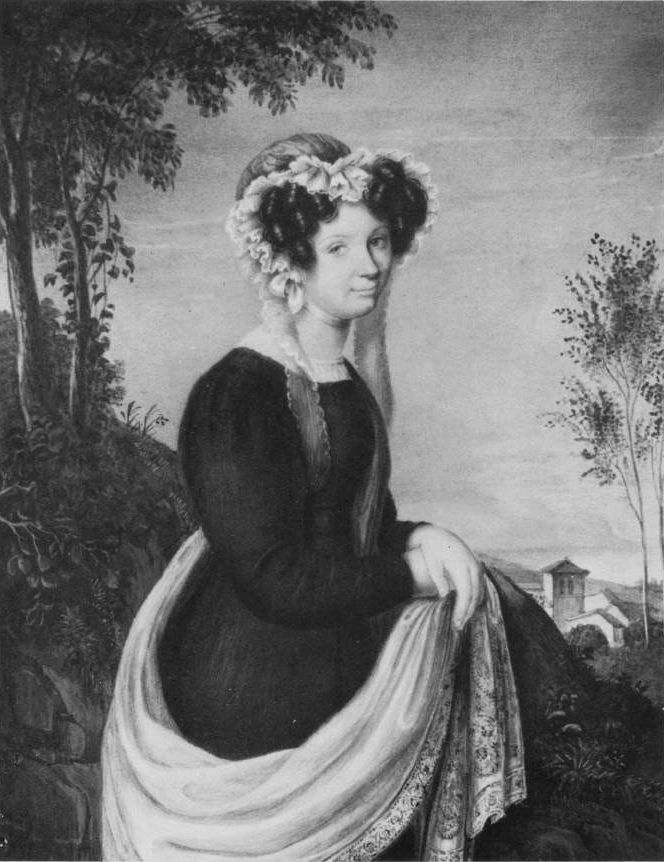
Emilie Reinbeck.

Nach dem Tod seiner ersten Frau heiratete Georg Reinbeck ein Jahr später 1817 die 28 Jahre jüngere Landschaftsmalerin Emilie Hartmann, eine Tochter des württembergischen Staatsrats August Hartmann, der nur zwei Jahre älter als sein Schwiegersohn war. Die Ehe blieb kinderlos und erwies sich auf Grund des großen Altersunterschieds als problematisch. Emilie Reinbeck fand ab 1832 einen gewissen Ausgleich in ihrer Freundschaft mit dem Dichter Nikolaus Lenau, dem sie eine mütterliche Freundin war. Als er 1844 wahnsinnig wurde und in eine Irrenanstalt eingewiesen werden musste, verfiel Emilie Reinbeck zusehends und verstarb zwei Jahre später.

## Hartmann-Reinbecksches Haus

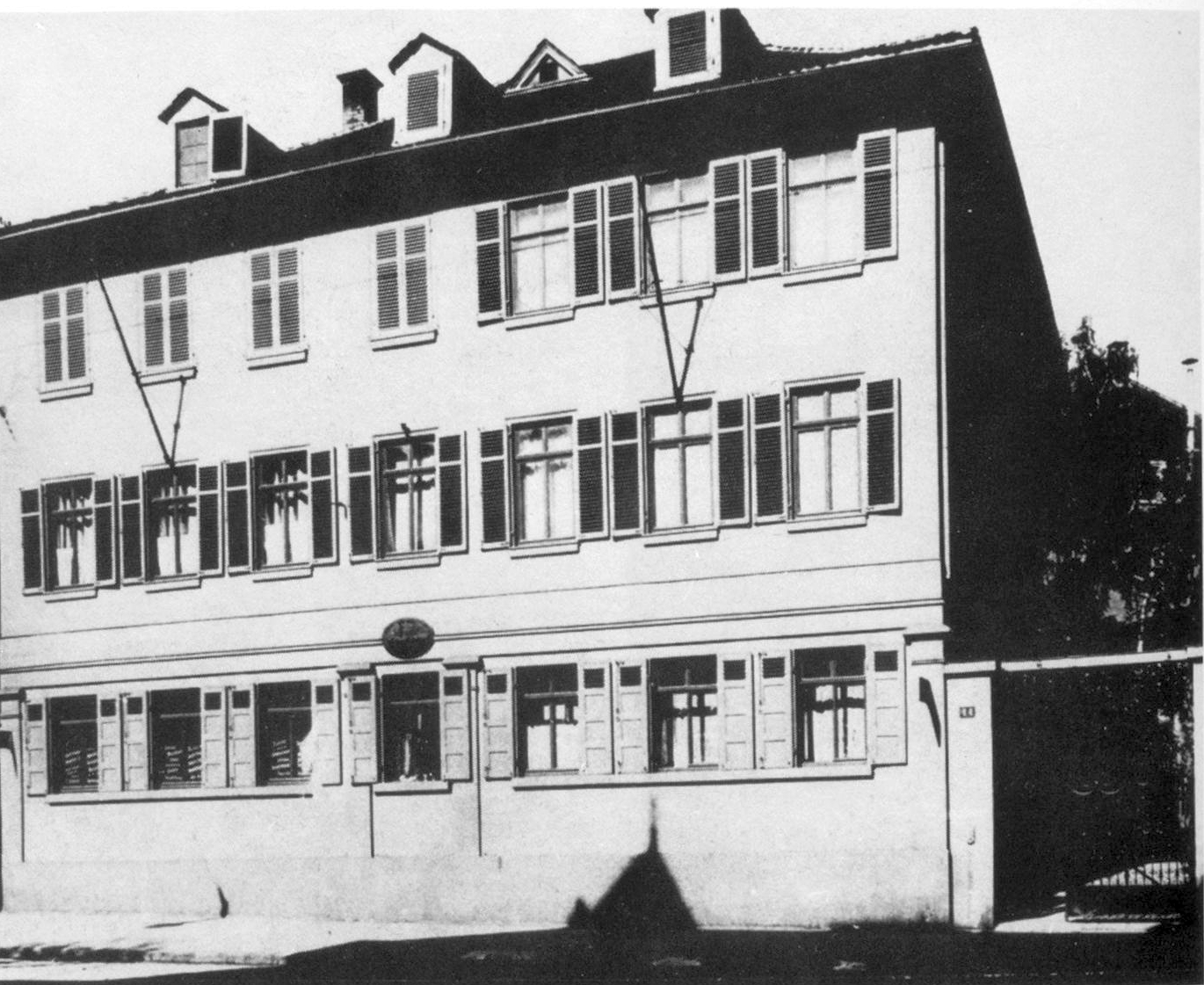
Hartmann-Reinbecksches Haus, Friedrichstraße 14, Stuttgart, Straßenseite, um 1890.

Georg Reinbeck ließ 1826 ein „großes, schönes Haus“ in der Friedrichstraße 14 errichten. Das Gebäude verfügte über drei Stockwerke und sieben Fensterachsen. Die helle, schlichte Fassade mit schönen Klappläden und das flache Walmdach mit Mansarden und überstehender Traufe verliehen dem Haus ein leicht südlichländisches Flair.
Die Bewohner des Hauses waren das Ehepaar Reinbeck, Emilie Reinbecks Eltern August und Mariette von Hartmann und deren Töchter Julie und Mariette. Die Hartmanns bewohnten das Erdgeschoss und die Reinbecks „die comfortabeln Räume des ersten Stockwerks. Wohnlich und doch elegant waren dieselben eingerichtet; Teppiche, Blumen und Bilder waren im Ueberfluß vorhanden.“
Das Haus in der Friedrichstraße 14 wurde nach seinen Bewohnern als das Hartmann-Reinbecksche Haus bezeichnet, ebenso wie schon vorher das Haus am Postplatz, das die Familien Hartmann und Reinbeck ebenfalls gemeinsam bewohnt hatten. Das Haus war eine beliebte Anlaufstelle literarischer Notabilitäten und kulturbeflissener bürgerlicher Honoratioren. Insbesondere Jean Pauls Besuche im Jahr 1819 sind im Gedächtnis geblieben. Der bekannteste unter den Dauerfreunden der Reinbecks war Nikolaus Lenau, der seit 1833 immer wieder bei ihnen wohnte, bis er 1844 wegen geistiger Umnachtung in eine Heilanstalt eingewiesen wurde.

## Schillerdenkmal

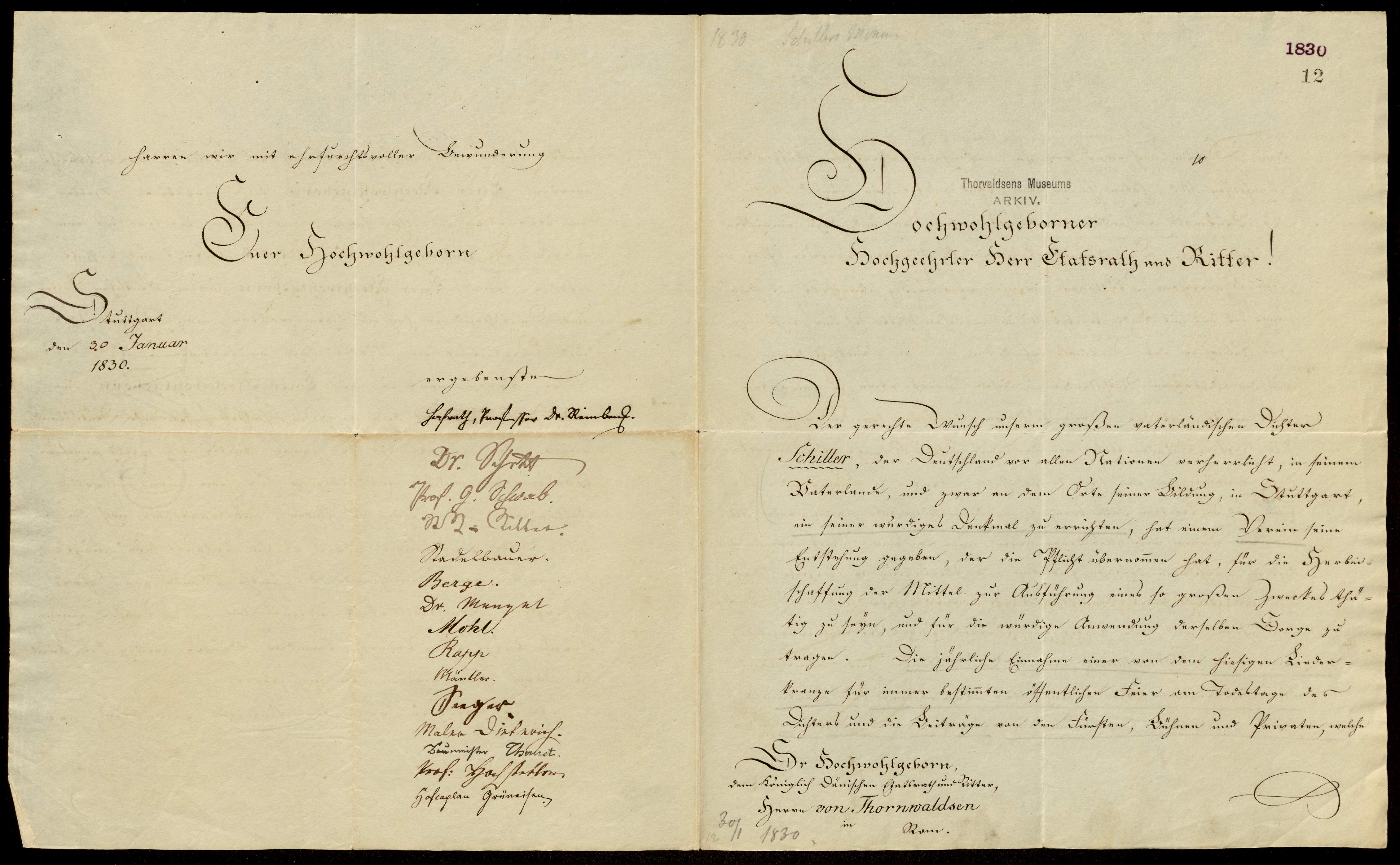
Brief des Schillervereins an Bertel Thorvaldsen vom 30. Januar 1830.

Georg Reinbeck war ein wichtiges Mitglied des kulturellen und gesellschaftlichen Lebens in Stuttgart. Seit 1810 gehörte er der Stuttgarter Museums-Gesellschaft an, 1811 wurde er zum Hofrat und Professor am Obergymnasium ernannt, und 1822 war er Mitbegründer des Stuttgarter Lesevereins. Als 1824 der Stuttgarter Liederkranz gegründet wurde, gehörte er zu den 80 Gründungsmitgliedern. 1826 gründete der Liederkranz den Stuttgarter Schillerverein, einen „Verein für das Denkmal Schillers in Stuttgart“, in dem Georg Reinbeck eine federführende Stellung einnahm.
Bei den jährlichen Schillerfesten wurden für das geplante Schillerdenkmal Spenden gesammelt. Als die Spendenbereitschaft erlahmte, legte Albert Schott, der Vorsitzende des Liederkranzes und des Schillervereins, 1834 den Vorsitz des Schillervereins nieder. Zu seinem Nachfolger wurde Georg Reinbeck gewählt, „und unter diesem unermüdlich geschäftigen Vorsitzenden kam nun neues Leben in die Sache“. Das geplante Schillerdenkmal wurde durch deutschlandweite Spendenaktionen, die auch in der Presse ihren Widerhall fanden, zu einem nationalen Anliegen, und das Spendenaufkommen stieg rapide. Als Schöpfer des Schillerstandbilds für das Denkmal konnte der berühmte Bertel Thorvaldsen in Rom gewonnen werden. Nach der Einweihung des Schillerdenkmals im Jahr 1839 wurde Georg Reinbeck für seine herausragenden Verdienste um das Denkmal das Ehrenbürgerrecht der Stadt verliehen.
In seiner Korrespondenz mit Bertel Thorvaldsen setzte sich Georg Reinbeck auch für die Überlassung von Abgüssen und Modellen des berühmten Künstlers ein, die in die Stuttgarter Kunstsammlung aufgenommen wurden. Für diese Bemühungen verlieh ihm König Wilhelm, ein Bewunderer und Sammler des Künstlers, 1837 das Ritterkreuz des Ordens der Württembergischen Krone, das mit Erhebung in den persönlichen Adel verbunden war.

## Werk
Georg Reinbeck entwickelte neben seinem Beruf „eine fruchtbare, vielgeschäftige, literarische Betriebsamkeit“. In seinem Werk „Abriß der Geschichte der deutschen Dichtkunst und ihrer Literatur“ fasste er 1829 seine bisherige schriftstellerische Produktion kurz und bündig zusammen:

„Georg Reinbeck dichtete 1. Oden und Lieder, 2. Novellen und Erzählungen, 3. Tragödien, Lustspiele und Possen, 4. Fabeln.“

Außerdem schrieb er Reisebeschreibungen, Opernlibretti, Fachaufsätze und Literaturkritiken. Der Roman war die einzige Literaturgattung, zu der er keine Beiträge lieferte.

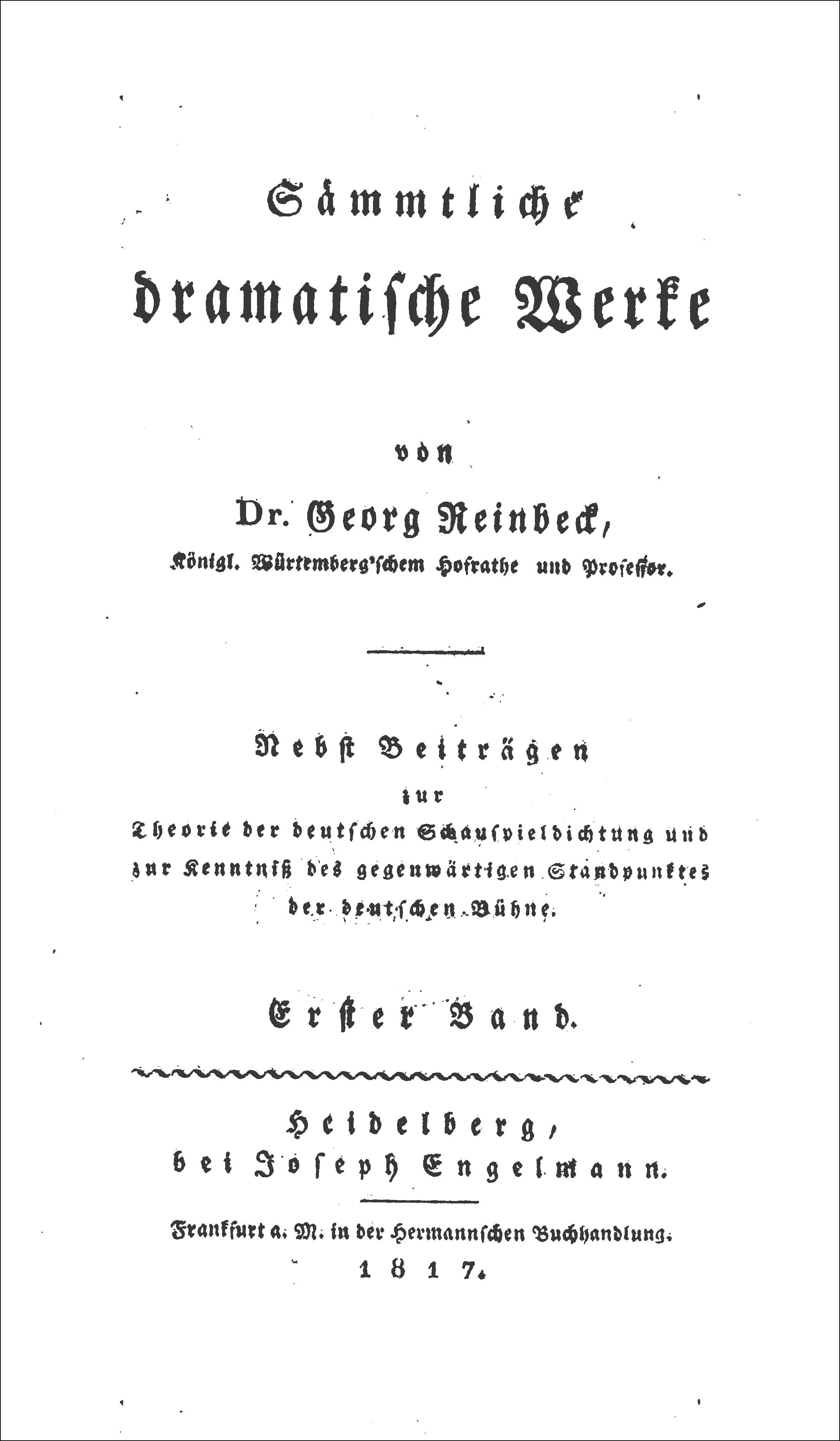
Dramensammlung, 1817.

### Schauspiel
Georg Reinbeck verfasste, meist nach fremden dramatischen oder literarischen Vorlagen, 27 dramatische Werke, von denen er 16 in die Gesamtausgabe seiner Dramen von 1817 bis 1822 aufnahm. Nach Bernhard Gerlach „haben die Dramen zwar eine bunte Fülle gut gezeichneter Charaktere, aber es fehlt ihnen der Lebensnerv des Dramas: die rasch fortschreitende Handlung. So sind denn auch die Urteile der Literarhistoriker über Reinbeck als Dramendichter nicht günstig.“ Die Dramen gelangten zwar meist zur Aufführung, ein durchschlagender und anhaltender Erfolg war ihnen jedoch nicht beschieden, auch wenn zwei seiner Dramen unter Goethe am Weimarer Hoftheater aufgeführt wurden. In die Gesamtausgabe seiner Dramen nahm Reinbeck auch sechs theoretische Abhandlungen über das Theater auf.

### Erzählungen

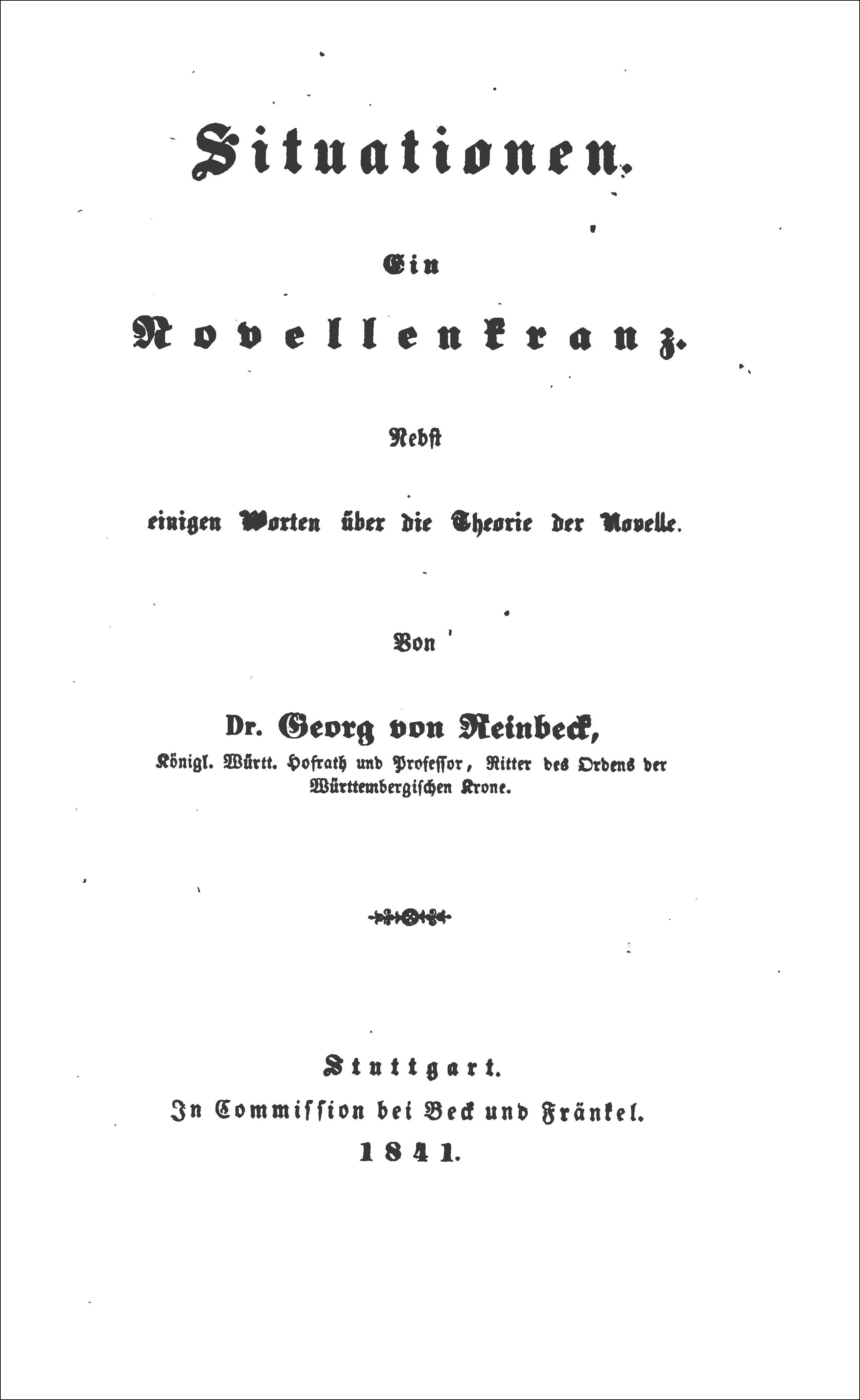
Novellensammlung, 1841.

Georg Reinbecks Novellen und Erzählungen erschienen in sechs Sammelbänden, einige auch in Zeitschriften. Einer der Sammelbände enthielt eine Abhandlung über die Theorie der Novelle. Bernhard Gerlach urteilt über Reinbecks erzählerisches Werk:

„Leicht und gewandt sind sie [die Novellen] ihm in staunenswerter Menge aus der Feder geflossen. Man liest die eine und andere dieser hübschen Geschichten nicht ohne Vergnügen, aber sie alle und wiederholt lesen zu müssen, ist eine Qual. Weshalb? Weil sie keinen großen Gegenstand zum Inhalte haben, weil alle Novellen denselben Gegenstand behandeln, weil die Form der Darstellung in allen die gleiche ist!“

Die Literarhistoriker haben von den Reinbeckschen Novellen keine Notiz genommen, außer Heinrich Kurz, der sie als „gediegen aber schwerfällig“ qualifiziert. In einer Rezension in dem Literaturblatt des „Kritikerpapstes“ Wolfgang Menzel von 1830 hieß es immerhin, Reinbeck sei „vor Jahren als Erzähler beliebt“ gewesen.

### Lyrik
Georg Reinbecks lyrisches Werk besteht aus ein paar Dutzend Gedichten. Sie finden sich verstreut im Morgenblatt für gebildete Stände, in seinen Novellen und Erzählungen, in seinem „Kartenalmanach“ und in seinem „Handbuch der Sprachwissenschaft“.  Eine detaillierte Übersicht zu Georg Reinbecks Gedichten findet sich in #Gerlach 1910, S. 73–74.

## Werkliste (Auswahl)
- Georg Reinbeck: Flüchtige Bemerkungen auf einer Reise von St. Petersburg über Moskwa, Grodno, Warschau, Breslau nach Deutschland im Jahre 1805. In Briefen von G. Reinbeck. 2 Bände. Leipzig 1806, Band 1, Band 2.
- Georg Reinbeck: Heidelberg und seine Umgebungen im Sommer 1807 in Briefen von G. Reinbeck. Nebst einem merkwürdigen Beitrage zum Prozesse der Publicität gegen ihre Widersacher, und einer Beilage. Cotta, Tübingen 1808, books.google.de.
- Georg Reinbeck: Handbuch der Sprachwissenschaft, mit besonderer Hinsicht auf die deutsche Sprache: zum Gebrauche für die obern Klassen der Gymnasien und Lyceen, 4 Bände. Baedeker, Duisburg 1817–1828.
- Georg Reinbeck: Sämmtliche dramatische Werke von Georg Reinbeck. Nebst Beiträgen zur Theorie der deutschen Schauspieldichtung und zur Kenntniß des gegenwärtigen Standpunktes der deutschen Bühne. Band 1 und 2: Heidelberg 1817, 1818, Band 3–6: Koblenz 1818–1822.
  -  Mein dramatischer Lebenslauf, Band 1, S. IX-XCII.
- Georg Reinbeck: Orestes. Heroische Oper in drei Abtheilungen. Nebst einem Vorwort über die deutsche Oper an die Gebildeten des weiblichen Geschlechts, in: Berlinischer Taschen-Kalender auf das Gemein-Jahr 1822, S. 133–214 online
- Georg Reinbeck: Georg Reinbeck. In: Adolph Diesterweg (Herausgeber): Das Paedagogische Deutschland der Gegenwart. Oder: Sammlung von Selbstbiographieen jetzt lebender, deutscher Erzieher und Lehrer. Berlin 1835, S. 223–251.
- Georg Reinbeck: Reise-Plaudereien über Ausflüge [Band 1:] nach Wien (1811), Salzburg und dem Salzkammergut in Ober-Oesterreich (1834), [Band 2:] Weimar (1806), in die Würtembergische Alb (1824) und nach den Vor-Cantonen der Schweiz und dem Rigi (1818). Stuttgart: Brodhag’sche Buchhandlung, 1837, Band 1, Band 2.

## Exkurs

### Carl Maria von Weber

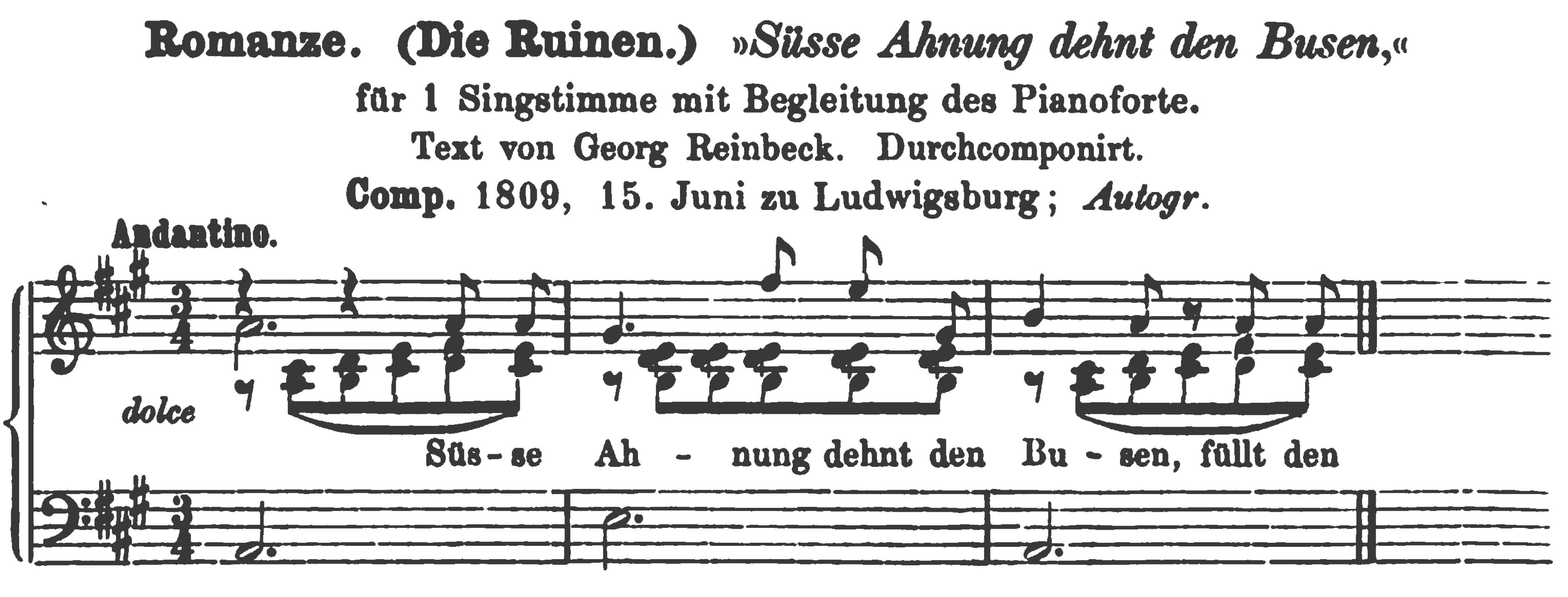
„Romanze der Laura“ von Georg Reinbeck, Vertonung: Carl Maria von Weber.

Einige Gedichte Reinbecks wurden in Musik gesetzt, unter anderem von Carl Maria von Weber, der 1809 bis 1810 in Stuttgart lebte und dort Georg Reinbeck kennenlernte. Er vertonte drei seiner Gedichte, darunter die „Romanze an Laura“ aus der Novelle „Giovanni Altieri“. Zu dieser Vertonung bemerkte der Musikschriftsteller Friedrich Wilhelm Jähns 1871: „Das pathetisch gespreizte Gedicht trägt einen Theil der Schuld an der Unbedeutenheit und Gedehntheit der Composition.“

### Wilhelm Hauff
Die Literaturzeitschrift Euphorion veröffentlichte 1897 den Aufsatz „G. Reinbeck als Vorbild von W. Hauff“. Der Autor weist darin auf die Ähnlichkeit der Eingangsszene in Georg Reinbecks Novelle „Schwärmerei und Liebe“ (1807) mit einer Szene in Wilhelm Hauffs Erzählung „Die Bettlerin vom Pont des Arts“ (1826) hin. In kalter Nacht auf einsamer Straße begegnet ein Mann auf dem Heimweg nach einem vergnügten Abend einer ärmlichen jungen Frau von edlem Ansehen, die er schützend nach Haus geleitet. Damit erschöpfen sich die Gemeinsamkeiten zwischen beiden Erzählungen, und Hauffs vermeintliches Vorbild entpuppt sich als unbewiesene Vermutung.

## Mitgliedschaften
- 1807: Freimaurerloge Carl zur Eintracht in Mannheim.
- 1808–1828: Montagstreffen bei Eberhard Friedrich Georgii.
- 1808: Donnerstagtreffen bei Johann Heinrich Dannecker in der „Danneckerei“.
- 1810: Stuttgarter Museums-Gesellschaft, 1839–1840: Vorstand.
- 1821: Frankfurtischer Gelehrtenverein für deutsche Sprache.
- 1822: Mitbegründer des Stuttgarter Lesevereins.
- 1824: Stuttgarter Liederkranz.
- 1827: Mitbegründer des Stuttgarter Kunstvereins.
- 1834: Mitbegründer und Vorstand des Stuttgarter Schillervereins „Verein zur Errichtung des Denkmals von Schiller in Stuttgart“.

## Ehrungen
- 1810: Verleihung der Ehrendoktorwürde durch die Philosophische Fakultät der Universität Halle.
- 1811: Königlich Württembergischer Hofrat und Professor der deutschen Sprache, Literatur und Ästhetik.
- 1837: Ritter des Ordens der Württembergischen Krone und Erhebung in den persönlichen Adel.
- 1839: Verleihung des Ehrenbürgerrechts der Stadt Stuttgart „in Anerkennung seiner Verdienste bezüglich der Errichtung des Schillerdenkmals“.[54]
- 1945: Benennung der Reinbeckstraße in Stuttgart-Rohr nach Georg Reinbeck.

### Leben
- Reinbeck, Georg. In: Conversations-Lexicon / Neue Folge: in zwei Bänden. Erste Abtheilung des zweiten Bandes oder des Hauptwerks zwölften Bandes erste Hälfte: K–R. Leipzig 1825, S. 622–624; Textarchiv – Internet Archive.
- Hermann Fischer: Reinbeck, Georg (v.). In: Allgemeine Deutsche Biographie (ADB). Band 28, Duncker & Humblot, Leipzig 1889, S. 1 f.
- Georg Gottlieb Sigismund Reinbeck. In: Bernhard Gerlach: Die literarische Bedeutung des Hartmann-Reinbeckschen Hauses in Stuttgart, 1779–1849. Münster 1910, S. 28–106.
- Dr. Georg von Reinbeck. In: Neuer Nekrolog der Deutschen, Jahrgang 27, 1849, Weimar 1851, S. 47–49, urn:nbn:de:bvb:12-bsb10070890-7.
- Waltraud Pfäfflin, Friedrich Pfäfflin: Die Gräber der Dichter auf dem Stuttgarter Hoppenlau-Friedhof. Mit einem Essay von Udo Dickenberger. Stuttgart 2015. – Georg Reinbeck: S. 186–187, Emilie Reinbeck: S. 193–200, Anna Maria Helena von Reinbeck: S. 300.

### Werk
- Karl Goedeke: Grundriß zur Geschichte der deutschen Dichtung aus den Quellen, Band 3. Dresden 1881, S. 58, 156–157, 879; archive.org
- Karl Goedeke: Grundriß zur Geschichte der deutschen Dichtung aus den Quellen. Zweite ganz neu bearbeitete Auflage, Band 6. Dresden 1898, S. 445–448; mit Werkverzeichnis; archive.org.
- Karl Goedeke: Grundriß zur Geschichte der deutschen Dichtung aus den Quellen. Zweite ganz neu bearbeitete Auflage, Band 8. Dresden 1905, S. 17, 701; archive.org
- Karl Goedeke: Grundriß zur Geschichte der deutschen Dichtung aus den Quellen. Zweite ganz neu bearbeitete Auflage, Band 11, Halbband 1. Düsseldorf 1951, S. 224; archive.org
- Karl Goedeke: Grundriß zur Geschichte der deutschen Dichtung aus den Quellen. Zweite ganz neu bearbeitete Auflage, Band 11, Halbband 2. Düsseldorf 1953, S. 81; archive.org
- Rudolf Krauss: Schwäbische Litteraturgeschichte. 1. Von den Anfängen bis in das neunzehnte Jahrhundert. Freiburg im Breisgau 1897, S. 338–341.
- Ernst Müller: G. Reinbeck als Vorbild von W. Hauff. In: Euphorion, Jahrgang 4, 1897, S. 319–323; archive.org
- Bernhard Zeller: Literarisches Leben in Stuttgarter Bürgerhäusern um 1800. In: Christoph Jamme (Hrsg.); Otto Pöggeler (Hrsg.): „O Fürstin der Heimath! Glükliches Stutgard“: Politik, Kultur und Gesellschaft im deutschen Südwesten um 1800. Stuttgart 1988, S. 77–97.

### Hilfsliteratur
- Das Schillerfest. Das Schillerdenkmal. In: Otto Elben: Erinnerungen aus der Geschichte des Stuttgarter Liederkranzes: Festgabe zum 70 jährigen Jubiläum. Stuttgart 1894, S. 9–16.
- Sylvia Heinje: Zur Geschichte des Stuttgarter Schiller-Denkmals von Bertel Thorvaldsen. In: Gerhard Bott (Hrsg.): Bertel Thorvaldsen. Untersuchungen zu seinem Werk und zur Kunst seiner Zeit. Köln 1977, S. 399–418.
- Elise von Hohenhausen: Nikolaus Lenau und Emilie Reinbeck. Eine Dichterfreundschaft. In: Westermanns illustrierte deutsche Monatshefte, Band 34, April bis September 1873, S. 206–214.
- Friedrich Wilhelm Jähns: Carl Maria von Weber in seinen Werken. Berlin 1871, S. 84–86, 202, 443–444.
- Karl Klöpping: Historische Friedhöfe Alt-Stuttgarts, Band 1: Sankt Jakobus bis Hoppenlau; ein Beitrag zur Stadtgeschichte mit Wegweiser zu den Grabstätten des Hoppenlaufriedhofs, Stuttgart 1991. – Grab von Anna Maria Helena von Reinbeck, Abbildung: S. 299.
- Stephan Schütze: Die Abendgesellschaften der Höfräthin Schopenhauer in Weimar 1806–1830 In: Weimars Album zur vierter Säcularfeier der Buchdruckerkunst am 24. Juni 1840. Weimar 1840, S. 183–204, books.google.de.
- Just Mathias Thiele: Thorwaldsen’s Leben. Band 2: Leipzig 1856, S. 221–231, 302–303, 318–321, 334, books.google.de.
- Just Mathias Thiele: Thorwaldsen’s Leben. Band 3: Leipzig 1856, S. 87–91, 119–120, books.google.de.

### Archive
- Stadtarchiv Stuttgart: Familienregister, Band 4, Blatt 349.